# معمار نرم‌افزار

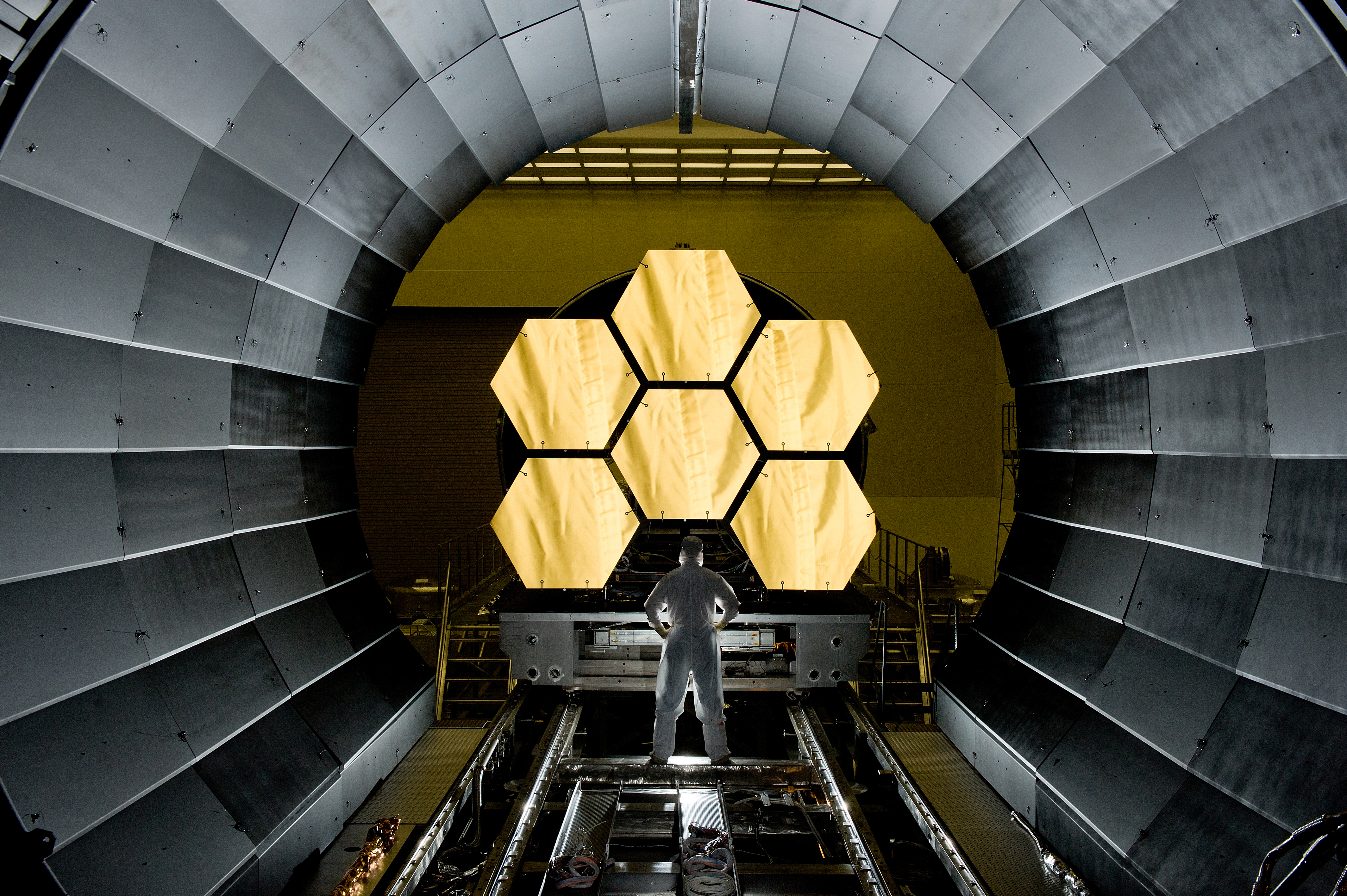
معمار نرم افزار در حال بررسی استانداردهای فنی

معمار نرم‌افزار (انگلیسی: Software architect) یک کارشناس نرم‌افزار است که انتخاب‌های طراحی سطح بالا را انجام می‌دهد و استانداردهای فنی شامل: استانداردهای کدگذاری نرم‌افزار، ابزارها و سیستم عامل را دیکته می‌کند. کارشناس برجسته به عنوان رئیس معماری معرفی می‌شود.او وظیفه دارد تا با در نظر گرفتن نیازهای کاربران و الزامات سیستم، بهترین راهکارها و معماری‌های ممکن را برای توسعه نرم‌افزار ارائه دهد.

## وظایف معمار نرم‌افزار
- طراحی سیستم: معمار نرم‌افزار باید ساختار کلی نرم‌افزار را طراحی کند. این شامل تعریف اجزای مختلف سیستم، نحوه ارتباط آنها با یکدیگر و تعیین تکنولوژی‌های مناسب برای پیاده‌سازی است.
- انتخاب فناوری‌ها: معماران باید با جدیدترین فناوری‌ها و ابزارهای توسعه آشنا باشند و بر اساس نیازهای پروژه، مناسب‌ترین گزینه‌ها را انتخاب کنند.
- مستندسازی: مستندات معماری نرم‌افزار باید به‌گونه‌ای تهیه شوند که برای تیم‌های توسعه و دیگر ذینفعان قابل فهم باشند. این مستندات شامل توضیحات مربوط به طراحی، نقشه‌های ساختاری و راهنماهای پیاده‌سازی است.
- نظارت بر پیاده‌سازی: معماران نرم‌افزار باید در فرآیند توسعه نظارت کنند تا اطمینان حاصل شود که طراحی‌های اولیه به درستی پیاده‌سازی شده‌اند و کیفیت نرم‌افزار مطابق با استانداردهای تعیین‌شده است.
- توسعه و بهبود مداوم: معماران باید به بهبود مستمر نرم‌افزارها و فرآیندهای توسعه توجه داشته باشند و در صورت نیاز، تغییرات لازم را پیشنهاد دهند.

## مهارت ها و صلاحیت ها
معماران نرم‌افزار باید دارای مهارت‌های فنی و مدیریتی باشند. این مهارت‌ها شامل:
- دانش عمیق در برنامه‌نویسی و توسعه نرم‌افزار: آشنایی با زبان‌های برنامه‌نویسی مختلف و تجربه در زمینه توسعه نرم‌افزار.
- توانایی حل مسئله: مهارت در تحلیل مسائل و ارائه راه‌حل‌های کارآمد.
- مهارت‌های ارتباطی: توانایی برقراری ارتباط مؤثر با اعضای تیم و دیگر ذینفعان.
- تفکر تحلیلی و انتقادی: توانایی ارزیابی گزینه‌های مختلف و انتخاب بهترین مسیر ممکن.

## چالش ها و روندها
معماران نرم‌افزار با چالش‌های متعددی روبرو هستند که شامل موارد زیر می‌باشد:
- مدیریت پیچیدگی: با افزایش اندازه و پیچیدگی نرم‌افزارها، معماران باید توانایی مدیریت این پیچیدگی را داشته باشند.
- تطابق با نیازهای متغیر: نیازهای کاربران و بازار می‌تواند به سرعت تغییر کند، بنابراین معماران باید انعطاف‌پذیری را در طراحی‌ها مدنظر قرار دهند.
- تحول دیجیتال: روندهای نوظهور مانند هوش مصنوعی، اینترنت اشیاء و بلاک‌چین، معماران را وادار می‌کند تا با این فناوری‌ها آشنا شوند و از آنها در طراحی‌های خود بهره‌برداری کنند.

## نرم افزارها و ابزارهای مرتبط
معماران نرم‌افزار از مجموعه‌ای از ابزارها و نرم‌افزارها برای انجام وظایف خود استفاده می‌کنند. برخی از این ابزارها عبارتند از:
1. نرم‌افزارهای مدل‌سازی:
  - UML (Unified Modeling Language): برای طراحی و مستندسازی سیستم‌ها.
  - Archimate: برای توصیف و تحلیل معماری‌های سازمانی.
2. ابزارهای مدیریت پروژه:
  - JIRA: برای مدیریت تسک‌ها و پیگیری پیشرفت پروژه.
  - Trello: برای برنامه‌ریزی و سازماندهی کارها.
3. نرم‌افزارهای توسعه:
  - Visual Studio: برای توسعه نرم‌افزارهای ویندوز و وب.
  - Eclipse: محیط توسعه یکپارچه برای زبان‌های برنامه‌نویسی مختلف.
4. ابزارهای تست و ارزیابی:
  - Selenium: برای تست خودکار وب‌سایت‌ها.
  - JUnit: برای تست واحد در نرم‌افزارهای جاوا.
5. نرم‌افزارهای مدیریت پایگاه داده:
  - MySQL: پایگاه داده رایگان و متن باز.
  - MongoDB: پایگاه داده NoSQL برای مدیریت داده‌های ساختاریافته.